# AvD-Palais
Das AvD-Palais ist ein am Leipziger Platz Nr. 16 entstandenes Büro- und Geschäftshaus, das einen Teil des barocken Oktogons des Leipziger Platzes bildet.

## Geschichte
Das AvD-Palais war bis in die 1940er Jahre der Sitz des Automobilclubs von Deutschland (AvD) und ist im Zweiten Weltkrieg fast völlig zerstört worden. Das vormalige Palais Bleichröder befindet sich auf demselben Areal am Leipziger Platz wie das ehemalige Kaufhaus Wertheim, seinerzeit das größte Europas. Am 27. Mai 1905 wurde das ehemalige Palais Bleichröder als neues Clubhaus des Deutschen Automobilclubs D.A.C. eingeweiht, der sich ab dem 24. Dezember 1905 aufgrund der Übernahme des Protektorates durch eine Kabinettsorder von Kaiser Wilhelm II. Kaiserlicher Automobil-Club nennen durfte.
Das Richtfest des Neubaus fand am 5. Dezember 2013 statt.
Fertigstellung war Ende 2014. Mieter dieses Gebäudes sind der Radiosender Energy, die Getec und die HGHI Holding.